# Porphyrinia luteoalba
Porphyrinia luteoalba là một loài bướm đêm trong họ Noctuidae.